# Tallapoosa (Géorgie)
Pour les articles homonymes, voir Tallapoosa.
Tallapoosa est une ville américaine située dans le comté de Haralson, en Géorgie. Selon le recensement de 2020, sa population est de 3 227 habitants.